# Manihi
Manihi (andere polynesische Namen: Mani, Manuhi, Paeua; alte Namen: Waterlandt, Prince of Wales Island) ist ein flaches Korallenatoll in der Nordwestgruppe des Tuamotu-Archipels im Südpazifik. Geografisch zählt das Atoll zur Untergruppe der König-Georg-Inseln (Îles du Roi Georges). Die nächste bewohnte Insel ist Ahe, 14 km im Westen gelegen.

## Geografie
Manihi und die Nachbarinsel Ahe liegen auf dem 2.760 m hohen „Ahe Seamount“, der aus einem Hot Spot der Pazifischen Platte entstanden ist. Der unterseeische Berg hat sich durch tektonische Prozesse abgesenkt und ragt heute nicht mehr über den Meeresspiegel hinaus. Von dem Atoll ist lediglich der dichte Kranz von über 100 Koralleninselchen (Motus) verblieben, die zusammen eine Landfläche von knapp 13 km² haben. In der 160 km² großen, ovalen und mit bis zu 100 m verhältnismäßig tiefen Lagune liegen mehrere Korallenriffe. Die einzige befahrbare Passage zum Pazifischen Ozean, Passe Tairapa, befindet sich im Südwesten und ist bis zu 60 m tief. Hier sind Steinkorallen der Gattung Leptoseris und Pachyseris häufig. Den Strand im Nordosten der Insel suchen Meeresschildkröten zur Eiablage auf. Der Bereich steht heute unter Naturschutz.

## Politik und Verwaltung
Politisch gehört die Insel zum französischen Überseeland (Pays d'outre-mer – POM) Französisch-Polynesien und ist damit der EU angegliedert. Sie wird durch eine Unterabteilung (Subdivision administrative des Îles Tuamotu-Gambier) des Hochkommissariats von Französisch-Polynesien (Haut-commissariat de la République en Polynésie française) mit Sitz in Papeete verwaltet. Zusammen mit dem benachbarten Ahe bildet die Insel die politische Gemeinde Manihi (Commune de Manihi) mit insgesamt 1.240 Einwohnern, von denen 685 auf Manihi selbst entfallen. Amtssprache ist Französisch. Währung ist (noch) der an den Euro gebundene CFP-Franc. Einziger Ort ist Turiopaoa im Südwesten mit etwa 400 Einwohnern. Auf einigen weiteren der mit Kokospalmen und anderer tropischer Vegetation dicht bewachsenen Motus, insbesondere im Süden und Westen des Ringes, liegen einzelne Streusiedlungen.

## Infrastruktur
Auf dem Motu Tihohora, nördlich des Strömungskanals, liegt der erst 1994 eröffnete Flugplatz Manihi (ICAO-ID: NTGI), nicht mehr als eine 930 m lange Asphaltlandebahn, die nur von Kleinflugzeugen der Air Tahiti angeflogen wird. Auf dem gleichen Motu befindet sich auch die z. Zt. einzige Hotelanlage der Insel, Pearl Beach Manihi Resort. Ansonsten ist die Infrastruktur den Bedürfnissen des Tourismus nur wenig angepasst. Es gibt zwar eine Post (mit Satellitentelefon) sowie einige kleine Läden mit beschränktem Angebot; Restaurants, Bars und eine Bank fehlen jedoch. Das Atoll ist bei Tauchern für die reichhaltige und interessante Unterwasserfauna bekannt; unter anderem sind zahlreiche Mantarochen und Adlerrochen, Meeresschildkröten, Barrakudas sowie Grau- und Hammerhaie zu sehen.
Manihi war im 19. Jahrhundert als Quelle von Perlmutt bekannt und gilt als der Ursprung der Zucht schwarzer Perlen in Polynesien, heute das wirtschaftliche Standbein der Insel. In der Lagune sind mehrere schwimmende Perlenfarmen verankert.

## Geschichte
Im Norden des Inselringes, auf dem Motu Tokivera, und im Süden, auf dem Motu Kamoka, gibt es aus Korallenblöcken errichtete Zeremonialplattformen (Marae) der polynesischen Ureinwohner. Das Alter der Anlagen ist nicht bekannt, da die Tuamotu-Inseln bislang archäologisch kaum erforscht sind.
Die Holländer Willem Cornelisz Schouten und Jacob Le Maire waren die ersten Europäer, die 1616 mit ihren Schiffen Eendracht und Hoorn Manihi erreichten. Sie tauften die Insel „Waterlandt“. Le Maire berichtet, dass sie Manihi in dichtem Regen erreichten. Sie konnten ihr Wasser ergänzen und aus der Gartenkresse ähnlichen Pflanzen, die die Mannschaft auf der Insel fand, kochte man einen großen Kessel voll Suppe. Über die Bewohner macht Le Maire keine Aussage.
Während seiner Weltumseglung mit den Schiffen Dolphin und Tamar erreichte der britische Entdecker John Byron Manihi am 7. Juni 1765. Er nannte die Insel „Prince of Wales Island“ nach dem späteren König Georg IV. Die Schiffe fuhren an der Südküste entlang. Sie schien dicht besiedelt zu sein, aber wegen der starken Brandung und der zahlreichen Riffe steuerte Byron die Insel nicht an.
Der belgische Diplomat, Handelsreisende und Reiseschriftsteller Jacques-Antoine Moerenhout fuhr 1829 mit seinem Schoner Volador nach Manihi, um in Tahiti angeheuerte Polynesier in der Lagune nach Perlen tauchen zu lassen. Er schreibt, dass die Insel nur ein halbes Dutzend Kokospalmen habe. Drei Männer, zwei Frauen und ein kleiner Junge seien die einzigen Bewohner.
Die Schiffe Vincennes und Peacock der United States Exploring Expedition erreichten am 6. September 1839 Manihi. Der Kommandant Charles Wilkes sandte Boote mit Wissenschaftlern und Marineoffizieren aus, die über mehrere Stunden die Westseite der Insel erkundeten und Proben sammelten. Es kam auch zu einem freundlichen Kontakt mit den polynesischen Bewohnern. Einer der Matrosen der Peacock nutzte die Gelegenheit, um zu desertieren.
Die Whitney South Sea Expedition des American Museum of Natural History, deren vorrangiges Ziel das Sammeln von Vogelpräparaten auf verschiedenen pazifischen Inseln war, besuchte Manihi und weitere benachbarte Atolle im Februar–März 1923. Die Wissenschaftler sammelten botanische Präparate und registrierten die vorkommenden Korallenarten sowie die übrige Fauna der Riffe.

## Bildergalerie

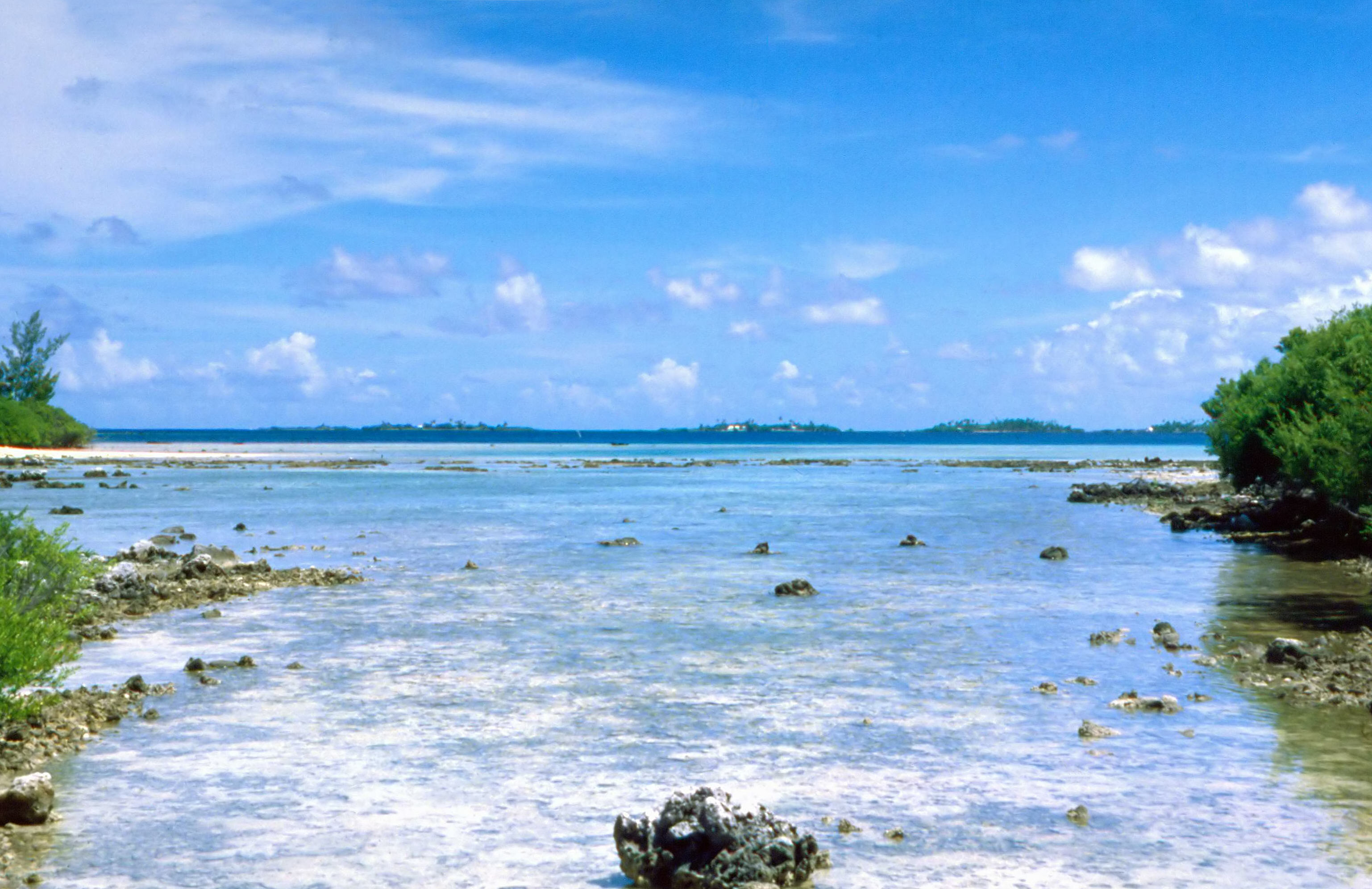
Manihi, Lagune und Motus
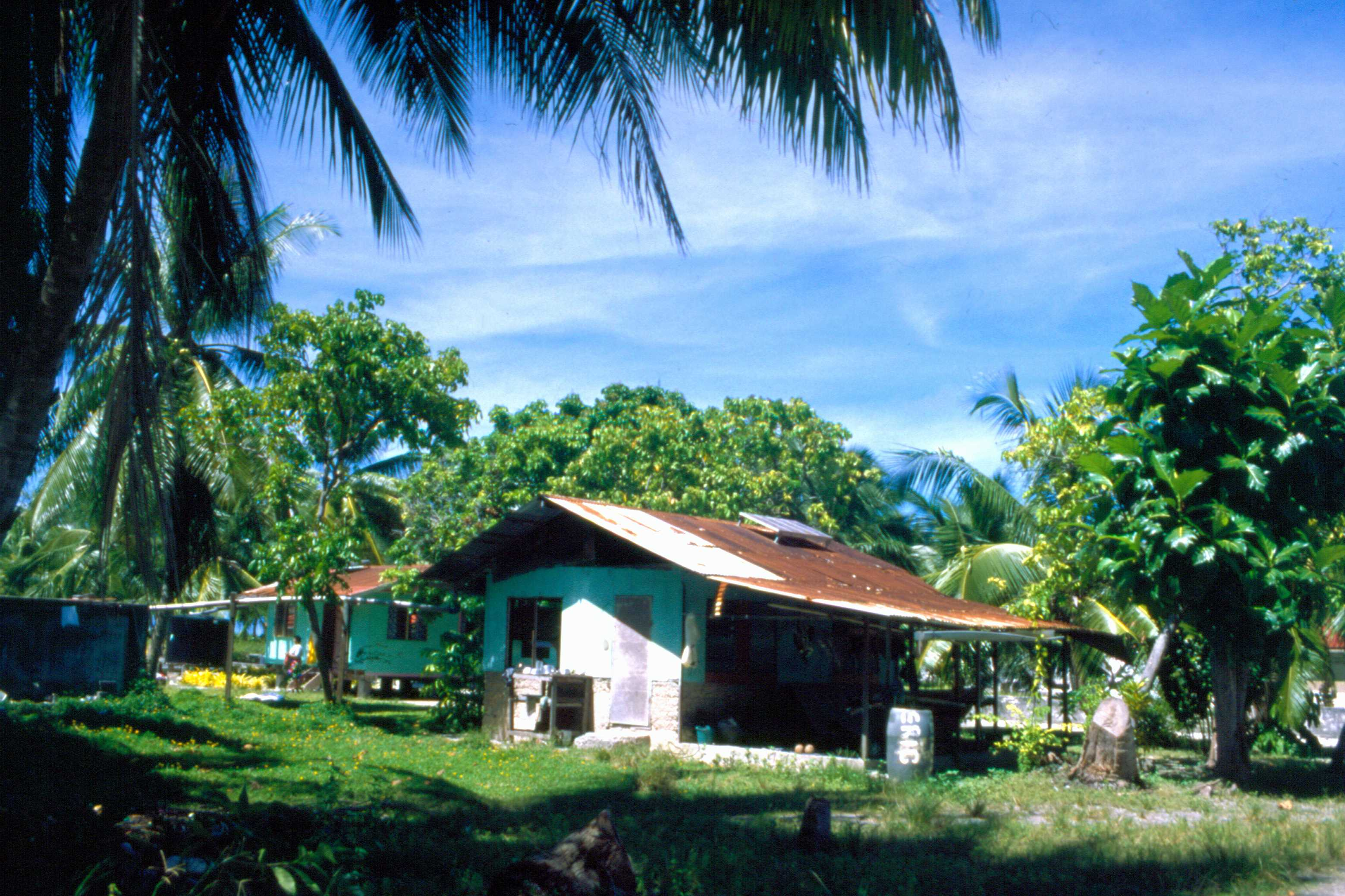
Häuser in Turipaoa